# Scaër
Scaër (bretonsko Skaer) je naselje in občina v severozahodnem francoskem departmaju Finistère regije Bretanje. Naselje je leta 2008 imelo 5.198 prebivalcev.

## Geografija
Kraj leži v pokrajini Cornouaille 30 km vzhodno od Quimperja. Ozemlje njegove občine je po površini največje v departmaju.

## Uprava
Scaër je sedež istoimenskega kantona, v katerega sta poleg njegove vključeni še občini Querrien / Kerien in Saint-Thurien / Sant-Turian s 7.706 prebivalci.
Kanton Scaër je sestavni del okrožja Quimper.

## Zanimivosti
- neoromanska cerkev sv. Kandida iz konca 19. stoletja,
- kapela Presvetega Odrešenika iz 11. in 14. stoletja,
- spomenik mrtvim, prestavlja žalujočo ženo v tradicionalni pokrajinski noši,
- neolitski menhir Saint-Jean.

## Pobratena mesta
- Crickhowell / Crucywel (Wales, Združeno kraljestvo);